# Haimar Zubeldia
Haimar Zubeldia Agirre (* 1. April 1977 in Usurbil, Gipuzkoa) ist ein ehemaliger spanischer Radrennfahrer.

## Karriere
Der Baske Zubeldia wurde 1998 Profi bei Euskaltel-Euskadi und fuhr dort bis einschließlich der Saison 2008. Seinen Durchbruch hatte er im Jahr 2000, als er die Gesamtwertung der Euskal Bizikleta gewann und Zweiter des Critérium du Dauphiné Libéré und Zehnter der Vuelta a España wurde. Im Jahr 2004 wurde er Vierter der Dauphiné Libéré, bei der er auch die Nachwuchswertung gewann. Bei der Tour de France 2003 platzierte er sich erstmals unter den ersten Fünf der Gesamtwertung einer Grand Tour. Bis 2014 gelangen ihm vier weitere Platzierungen unter den ersten Zehn der Tour de France.
Nach der Clásica San Sebastián 2017, bei der er 29. wurde, beendete er seine Laufbahn als Aktiver.

## Familie
Haimars jüngerer Bruder Joseba war ebenfalls Radrennfahrer.

## Erfolge
2000
- Gesamtwertung und eine Etappe Euskal Bizikleta

2002
- Nachwuchswertung Critérium du Dauphiné Libéré

2009
- Mannschaftszeitfahren Tour de France

2010
- Gesamtwertung und Prolog Tour de l’Ain

## Grand Tours-Platzierungen
| Grand Tour            | 2000 | 2001 | 2002 | 2003 | 2004 | 2005 | 2006 | 2007 | 2008 | 2009 | 2010 | 2011 | 2012 | 2013 | 2014 | 2015 | 2016 | 2017 |
| --------------------- | ---- | ---- | ---- | ---- | ---- | ---- | ---- | ---- | ---- | ---- | ---- | ---- | ---- | ---- | ---- | ---- | ---- | ---- |
| Giro d’ItaliaGiro     | –    | –    | –    | –    | –    | 49   | –    | –    | –    | –    | –    | –    | –    | –    | –    | –    | –    | –    |
| Tour de FranceTour    | –    | 73   | 39   | 5    | DNF  | 15   | 8    | 5    | 45   | 27   | –    | 16   | 6    | 36   | 8    | 59   | 24   | 52   |
| Vuelta a EspañaVuelta | 10   | 43   | 11   | –    | 40   | –    | 34   | 44   | –    | 14   | –    | 25   | –    | DNF  | WD   | 23   | 19   | –    |

## Teams
- 1998–2008 Euskaltel-Euskadi
- 2009 Astana
- 2010 Team RadioShack
- 2011 Team RadioShack
- 2012 RadioShack-Nissan
- 2013 RadioShack Leopard
- 2014 Trek Factory Racing
- 2015 Trek Factory Racing
- 2016 Trek-Segafredo
- 2017 Trek-Segafredo